# Багиж
Баги́ж (каз. Бағыж) — село у складі Сариагаського району Туркестанської області Казахстану. Входить до складу Акжарського сільського округу.
У радянські часи село називалось Богиш або Багіж.
Населення — 1067 осіб (2021; 1143 у 2009, 896 у 1999, 754 у 1989).